# La guerriera e il troll
La guerriera e il troll (The Barbarian and the Troll) è una serie televisiva puppets/animata statunitense/canadese del 2021, creata da Mike Mitchell e Drew Massey.
La serie viene trasmessa negli Stati Uniti su Nickelodeon dal 2 aprile 2021. In Italia è stata trasmessa su Nickelodeon dal 15 novembre 2021 e dal 20 giugno 2022 viene replicata in chiaro su Super!

## Trama
Nella terra di Gothmoria, Brendar è una feroce principessa guerriera in cerca di vendetta in seguito ad un attacco alla sua famiglia. Trova l'avventura quando incontra Evan, un vivace troll in cerca di divertimento e di un posto dove cantare le sue canzoni. Si alleano per salvare il loro regno e realizzare entrambi i loro sogni. Brendar ed Evan vengono presto raggiunti nella loro ricerca dal mago Horus, sua figlia Stacey (che è stata trasformata in un gufo) e l'ascia incantata di Horus.

## Episodi
| nº | Titolo originale                  | Titolo italiano              | Prima TV USA   | Prima TV Italia  |
| -- | --------------------------------- | ---------------------------- | -------------- | ---------------- |
| 1  | Brendar the Barbarian             | Brendar, la guerriera        | 2 aprile 2021  | 15 novembre 2021 |
| 2  | Off to See the Wizard             | Alla ricerca del mago        | 9 aprile 2021  | 16 novembre 2021 |
| 3  | Blood, Sweat & Fears              | Davanti alle proprie paure   | 16 aprile 2021 | 17 novembre 2021 |
| 4  | Season of the Witch               | L'incontro con la strega     | 23 aprile 2021 | 18 novembre 2021 |
| 5  | My Sharon-Ah                      | Sharon contro Brendar        | 30 aprile 2021 | 19 novembre 2021 |
| 6  | Parents Just Don't Understand     | A casa di Evan               | 7 maggio 2021  | 22 novembre 2021 |
| 7  | When Dragons Cry                  | Lacrime di drago             | 14 maggio 2021 | 23 novembre 2021 |
| 8  | Mapmaker, Mapmaker, Make Me a Map | L'unicorno cartografo        | 21 maggio 2021 | 24 novembre 2021 |
| 9  | Ice Ice Baby                      | Nevorco e i Florff           | 28 maggio 2021 | 25 novembre 2021 |
| 10 | Pictures of Boo                   | Ritratti spaventosi          | 4 giugno 2021  | 26 novembre 2021 |
| 11 | I Will Survive                    | Sopravvissuti                | 11 giugno 2021 | 29 novembre 2021 |
| 12 | The Queen Is Back                 | Diabolica regina             | 18 giugno 2021 | 30 novembre 2021 |
| 13 | Come Together                     | Brendar, la regina guerriera | 25 giugno 2021 | 1º dicembre 2021 |

## Personaggi e doppiatori
- Regina, voce italiana di Simona Patitucci.
- Brendar, voce originale di Spencer Grammer.
- Evan, voce originale di Drew Massey.